# Fabian Brydolf
Fabian Brydolf, född 1819 i Hällestads församling i Östergötland, död 1897 i Burlington, Iowa, var en svenskamerikansk militär och konstnär. Han var son till prosten Erik Gustaf Brydolf och Petronella Norberg samt bror till Gustaf Sigfrid Brydolf. 
Brydolf emigrerade till Amerika 1841, och efter några års vistelse i Cleveland i Ohio flyttade han till Burlington i Iowa. Han var konstnär men ingick 1847 i krigstjänst och avancerade med tiden till överste. I det blodiga slaget vid Shiloh den 6 april 1862 förlorade han sin högra arm. Brydolf kom efter kriget att fortsätta som landskapsmålare men nu med sin upplärda vänsterarm.